# غروجونتس
غروجونتس (بالإنجليزية: Grudziądz)‏ هي مدينة مع صلاحيات بووتيس ‏ تقع في بولندا في محافظة كويافيا-بوميرانيا.[بحاجة لمصدر] يقدر عدد سكانها بـ 96,042 نسمة ومساحتها 57.76 كم2 وترتفع عن سطح البحر 50 متر.

## المدن التوأمة
مدن كوترسلوه وتشيرنياخوفسك هي مدن توأمة لـغروجونتس.

## أعلام
- برونو ميسنر
- بيوتر يانوفسكي
- ألفونس هوفمان
- توماس بولوكا
- إرنست هارت